# سید هاشم بنی‌هاشمی چهارم
سید هاشم بنی‌هاشمی چهارم نمایندهٔ دورهٔ نهم مجلس شورای اسلامی و عضو کمیسیون انرژی مجلس شورای اسلامی و از اعضای جبهه پایداری، از حوزهٔ انتخابیهٔ مشهد و کلات در استان خراسان رضوی است.
وی در دوره شهرداری مشهد و با همکاری شورای اسلامی دوم مشهد، اِلِمان میدان یادبود اردیبهشت (ضد) مشهد را تخریب کرد.

## سوابق
- نماینده مردم مشهد وکلات در دوره‌های سوم و چهارم مجلس شورای اسلامی
- اولین استاندار قم
- شهردار مشهد در سال‌های ۱۳۸۲ الی ۱۳۸۶

## کتاب‌ها
کتاب پل بعثت که توسط انتشارات به نشر منتشر گردیده است. 